# Wolfgang Wallner
Wolfgang Wallner (* 24. April 1884 in Sankt Wolfgang im Salzkammergut; † 29. Januar 1964 in Köln) war ein österreichischer Bildhauer.

## Leben

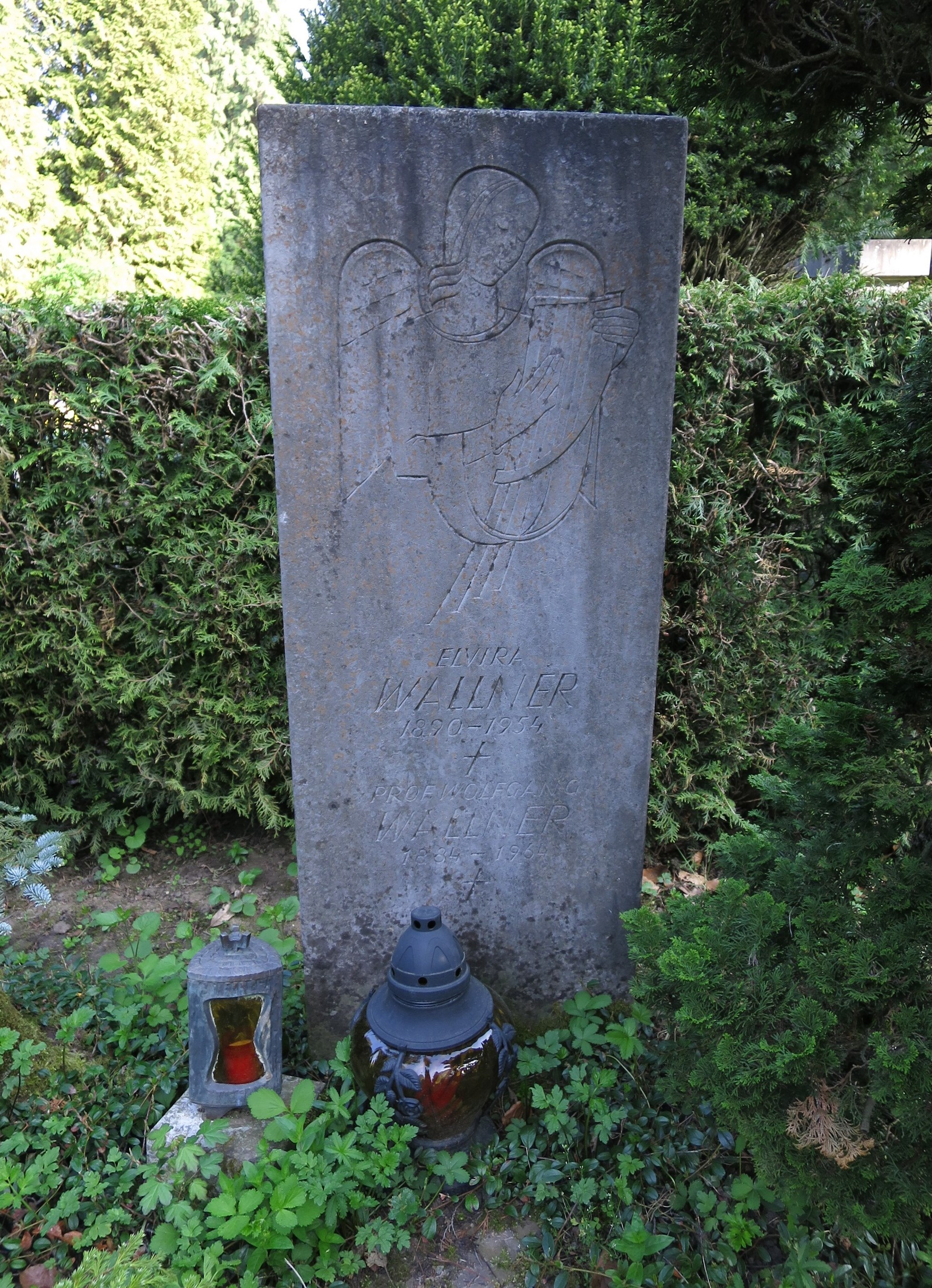
Grabstätte auf dem Südfriedhof (2018)

1900 begann Wallner mit seiner Ausbildung in Salzburg bei Holzbildhauer Rohatschek. Er erhielt ein Staatsstipendium zur Weiterbildung an der Holzfachschule Hallstatt in Hallstatt von 1904 bis 1906. Von 1906 bis 1911 besuchte Wallner die Kunstakademie in Wien bei Franz Barwig und Hermann Klotz. Nach Studienabschluss war er Meisterschüler von Barwig. Von 1911 bis 1912 war Wallner als freier Künstler im 3. Bezirk in Wien und hatte ein gemeinsames Atelier mit dem Bildhauer Max Domenig, welcher ebenfalls ein Schüler von Barwig und Klotz war. 1911 präsentierte Wallner eine Kollektivausstellung seiner bis dahin geschaffenen Arbeiten in Budapest.
1912 wurde er vom Direktor der Kölner Werkschulen, dem Maler Emil Thormählen, nach Köln berufen, wo er als Künstlerlehrer mit der Einrichtung einer Bildhauerklasse betraut wurde. Von 1915 bis 1919 musste Wallner Kriegsdienst in Österreich ableisten. 1923 wurde er zum Professor ernannt und 1939 zum stellvertretenden Direktor. 1942 stellte er über die Kölner Werkschulen die Plastik Gastlichkeit in der nationalsozialistischen Großen Deutschen Kunstausstellung in München aus. 1946 eröffnete er wieder die Kölner Werkschulen und lehrte dort Bildhauerei und Plastik bis 1950.
Wallner wurde auf dem Kölner Südfriedhof (Flur 15) beigesetzt.

## Werkauswahl

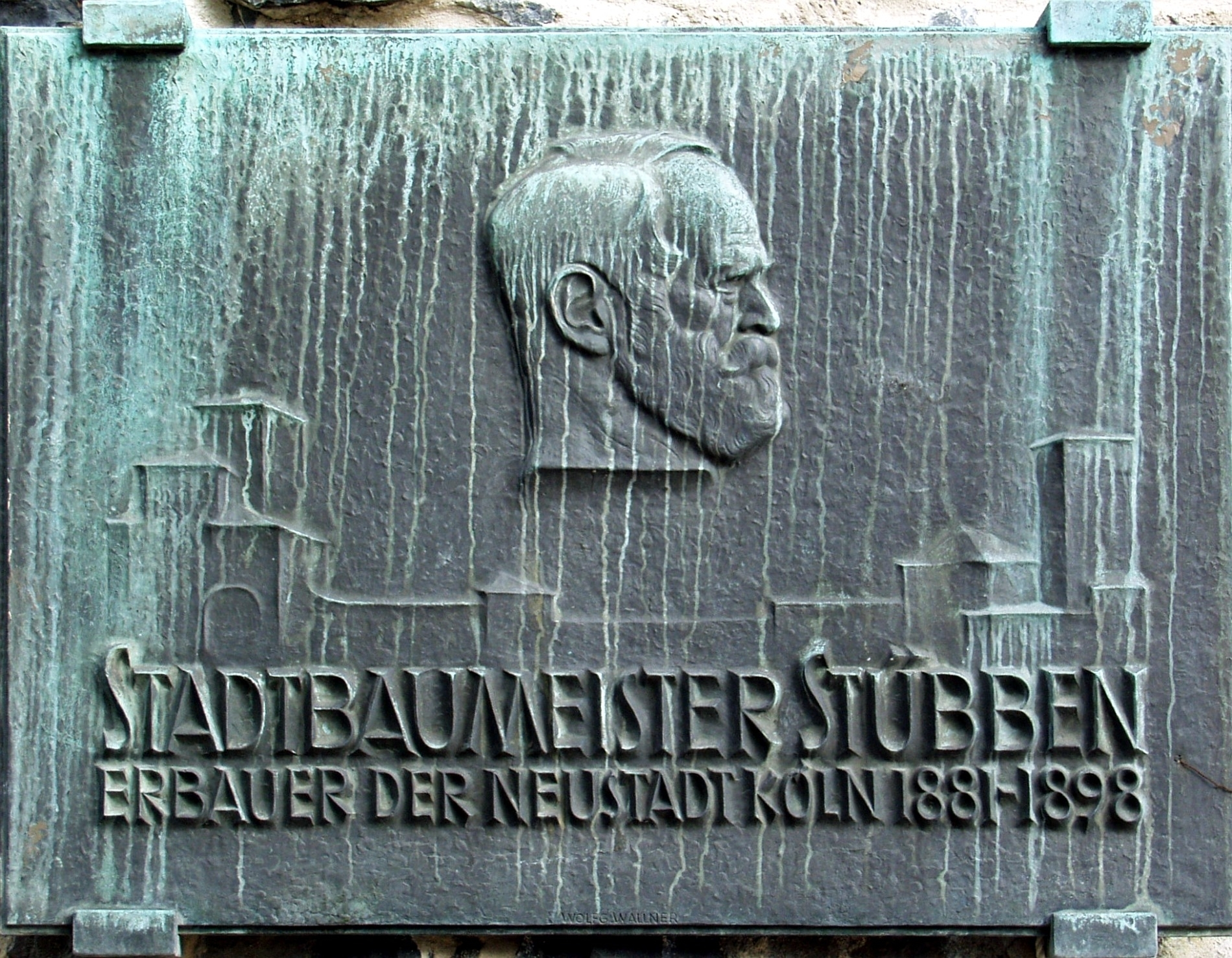
Gedenktafel an der Hahnentorburg in Köln zu Ehren des Stadtbaumeisters Josef Stübben (2007)

- 1906: Heiliger Paulus, 2,50 m hoch; Lindenholz
- 1912: Weiblicher Akt (Eva), Bronze; Kunstgewerbemuseum Wien
- 1915: Dä kölsche Boor en Iser, 3,50 m hohes Standbild aus Holz, als Nagelplastik zugunsten von Kriegsopfern
- 1915: Saisonvereinsdenkmal St. Wolfgang/ Seepromenade
- 1920: Merkur-Brunnen für Aachen (zerstört)
- 1923: Beethovenkopf (überlebensgroß), Holz, für die Universität Bonn – Ausgestaltung des Hauses Neuerburg in Köln (Konzern der deutschen Zigarettenindustrie)
- 1924: Max-Bruch-Denkmal für Bergisch Gladbach – Gedenktafel für Städtebaumeister Josef Stübben, Köln
- 1925: Ballenträger, Zigaretten-Werbefigur für Heinrich Neuerburg, Köln
- 1925: Kriegerdenkmal 1914–18 in Sankt Wolfgang im Salzkammergut/ Kirche
- 1928: sechs Figuren für die Attika der Universität Bonn, darstellend die universitären Disziplinen (Muschelkalk)
- 1929: vier überlebensgroße Puttengruppen (die vier Elemente) für die Universität Bonn (zerstört)
- 1933: Blechwalzer (Eisenguss, 2,50 Meter hoch) für die Stahlwerke in Bochum
- 1942: Gastlichkeit (Statuette)
- 1945: Grabmal für Musik-Professor Lafite, Wiener Zentralfriedhof – Ehrenurkunde-Behälter (geschnitzt) anlässlich der Ernennung von Erzbischof Joseph Frings zum Kardinal
- 1947: Ehrenurkunde-Behälter (geschnitzt) anlässlich der Ernennung Konrad Adenauers zum Ehrenbürger der Stadt Köln
- 1950: Tünnes und Schäl, Holz, 4 m hoch, als Nagelplastik für den Wiederaufbau des Gürzenich in Köln
- 1950er Jahre: Keramik-Variationen des Heiligen Wolfgang von Regensburg
- 1952: Spielende Knaben mit Fisch, Bronze, für den Brunnen (Lichthof) der Hauptsparkasse Köln
- 1954: zwei Figurengruppen, überlebensgroß, Untersberger Marmor, ein Kalkstein aus Österreich: Maria mit dem zwölfjährigen Jesus, St. Borromäus mit Pestkrankem – für zwei Kirchen in Afrika – Gethsemane, Holz, freie Arbeit
- 1960: Herz-Jesu-Altar für St. Laurentius in Bergisch Gladbach – Christusfigur, 4,30 m hoch, Schmiedebronze, für die St. Gertrud Church in Cincinnati (Ohio/USA) (Ausführung des Entwurfs durch Kunstschmied Carl Wyland aus Köln)
- 1962: Porträt Otto von Habsburg, Bronze; Auftrag der Bundesregierung
- 1963: Ecce Homo; Bronze, freie Arbeit – unvollendet

Zwischen den oben genannten Jahren lagen Studienreisen in verschiedene Länder, Ausstellungen in verschiedenen Städten; Aufträge von Öffentlichkeit (Kommune, Kirche, Industrie usw.) und privatem Bereich wurden durchgängig in Holz, Stein, Bronze und Keramik ausgeführt: Manche Werke gingen auf entsprechende Preise zurück. Dem weitgespannten Feld der Thematik – der Darstellung etwa von Mensch und Tier, von Allegorischem, Symbolischem, Ornamentalem, Religiösem in ihren vielfältigen Bezogenheiten und Formungen – verlieh Wallner Gestalt in Groß- und Kleinplastiken, Porträts, Reliefs, Standbildern, Bauplastiken, Brunnenanlagen, Friedhofskunst, Plaketten u. a. mehr.
Wenngleich Wallner sich auch der Natur verbunden fühlte – hierin befand er sich in der Tradition seiner Heimat – so stellte er keine Kopie der Wirklichkeit her, stellte Wolfgang Lorentz anlässlich des 100. Geburtstags Wallners in seiner Ansprache in St. Wolfgang am Wolfgangsee fest. Wallner schaffte es, mit der von ihm gewählten Körperhaltung, Gebärdensprache, Gestik seiner Skulpturen ans Licht zu holen und somit den Realismus als lediglich abkonterfeite Wirklichkeit zu überwinden. Für ihn war diese Haltung etwas zutiefst Natürliches. Deshalb ist es auch konsequent, dass er Stilmerkmale aller -ismen ablehnte, etwa den Futurismus, Surrealismus, Expressionismus. Seine künstlerische Frage war nicht darauf bezogen, wie etwas völlig Neues, noch nie Dagewesenes zu schaffen sei, sondern wie sich die im Inneren jeweils geschaute Idee am überzeugendsten gestalten lässt. Lassen sich allenfalls in einigen Frühwerken seiner Wiener Zeit noch Elemente des Jugendstils entdecken, so war er in seinem Alterswerk zu einer leicht abstrahierenden, vereinfachenden Form herangereift zugunsten des Wesentlichen eines Motivs.
Dieser symbolistische Ansatz zeigt sich deutlich an der nach 1945 restaurierten Figurengruppe auf der Attika der Universität Bonn. Von links nach rechts werden hier die wichtigsten universitären Disziplinen allegorisch dargestellt: das Dunkel der Geschichte wird erhellt durch einen fackeltragenden Jüngling, die Medizin als „weiblicher“ Äskulap, dann die Rechtswissenschaft als eine das Gesetzbuch haltende männliche Figur. Diesem Wechselschema folgend kommt danach die weise Sophia als das Sinnbild der Philosophie, die fünfte Statue repräsentiert die Theologie durch einen kräftigen Mann, der ein Kreuz trägt, und abgeschlossen wird die Reihe mit der Naturwissenschaft, einer wiederum weiblichen, die „nackten Tatsachen“ verkörpernden Gestalt.-->

## Schüler
- Sepp Hürten, Köln
- Heribert Calleen, Köln
- Toni Zenz, Köln
- Gretel Schulte-Hostedde, Berlin, Karlsruhe
- Hilde Broër, Berlin
- Hildegard Grunert, Waldbrunn (Westerwald)
- Albert Oesch, St. Gallen, Schweiz
- Ernst Wille, Köln
- Vera Lwowski, Windesck/Sieg